# Isah Aliyu
Isah Aliyu, deportivamente conocido como Aliyu (Kaduna, Nigeria; 8 de agosto de 1999), es un futbolista nigeriano que juega en la posición de Mediapunta. Su club actual es la FC Urartu de la Liga Premier de Armenia.

## Trayectoria
Aliyu se unió al Sky Blue Stars de Nigeria en enero de 2016 desde la Academia Kakuri después de dejar una gran impresión durante un torneo juvenil organizado en el año 2015 por el Remo Stars FC en la ciudad de Ijebu Ode, Nigeria. Aliyu fue desarrollándose futbolísticamente en el Programa de Desarrollo Juvenil del Remo Stars FC, donde llegó a participar en la Lagos Metro League durante el año 2016. En 2017 jugó en el segundo equipo del Remo Stars FC, el cual se encontraba en la Nigeria Nationwide League, la cual es la tercera división del sistema de ligas de Nigeria. Ese mismo año debutó con el primer equipo del Remo Stars FC en la primera división de Nigeria, la Liga Premier de Nigeria. Dicha circunstancia se dio en la jornada 31 frente al Kano Pillars en Kano.
En día 3 de marzo de 2018  se hizo oficial su marcha de Nigeria hacia Europa tras anunciarse su traspaso al Lori Football Club de Armenia. Isah Aliyu se convirtió de esta manera en el sexto futbolista que se marcha a Europa desde el Programa de Desarrollo Juvenil del Remo Stars FC
El 1 de septiembre de 2019 se hizo oficial el traspaso de Isah Aliyu a la U.D. Almería de España procedente del Lori Football Club de Armenia. El joven jugador nigeriano firmó por cinco temporadas, siendo el precio del traspaso de 140 mil euros y reservándose el Lori Football Club el 20% de un futuro traspaso.
Posteriormente y tras no disponer de minutos en la U.D. Almería, el día 22 de enero de 2020 es traspasado por 400 mil euros al Al-Shoulla Football Club de la Segunda división de Arabia Saudita. En el momento del traspaso al joven jugador nigeriano aun le restaban 4 años y medio de contrato.

## Selección nacional
Isah Aliyu jugó para la selección de fútbol sub-17 de Nigeria, donde ha disputado dos encuentros como internacional.

## Clubes
| Club                     | País           | Año       |
| ------------------------ | -------------- | --------- |
| Remo Stars FC            | Nigeria        | 2016-2018 |
| Lori FC                  | Armenia        | 2018-2019 |
| U.D. Almería             | España         | 2019-2020 |
| Al-Shoulla Football Club | Arabia Saudita | 2020      |
| FC Urartu                | Armenia        | 2020-act. |